# Gramado Challenger 2000
Il Gramado Challenger 2000 è stato un torneo di tennis facente parte della categoria ATP Challenger Series nell'ambito dell'ATP Challenger Series 2000. Il torneo si è giocato a Gramado in Brasile dal 31 luglio al 6 agosto 2000 su campi in cemento.

## Vincitori

### Singolare
Alexandre Simoni ha battuto in finale  Martin Lee con il punteggio di 6–4, 7–5

### Doppio
André Sá /  Eric Taino hanno battuto in finale  Daniel Melo /  Alexandre Simoni con il punteggio di 7–67,7–63